# Il meglio del meglio (Squallor)
Il meglio del meglio è un album  raccolta  del gruppo italiano Squallor composto da 3 CD pubblicato nel 2011.

## Tracce
CD1
1. Arrapaho – 4:27
2. Pier Paolo a Düsseldorf Bau – 4:31
3. 'O ricuttaro 'nnammurato – 3:03
4. 'O tiempo se ne va – 3:43
5. 'O camionista – 4:41
6. Piacere Pesce – 4:27
7. A chi lo do stasera – 3:50
8. Rep e Rip – 4:57
9. Pier Paolo il rivoluzionario – 5:23
10. Piange il citofono – 1:11
11. Pier Paolo in URSS – 5:18
12. El toro – 4:32

CD2
1. Marcia Trionfale "Aida"
2. Uccelli d'Italia (Original Title of Music: "Michelle")
3. Avida
4. Il computer Amedeus
5. Jammucenne
6. Mi ha rovinato il '68
7. Vota Verde
8. È a murì Carmela
9. Bagno Aurora
10. Attrazione anale
11. Albachiava
12. Va' fanculo con chi vuo' tu

CD 3
1. Pierpandi il guru
2. Ne Me Tirez Plus
3. Incubo
4. Kaptain of the Katz
5. Manzo
6. La ricreazione
7. Volante 1 a volante 2
8. Niro, Nirò
9. Berta 2 il cambiamento
10. Mafia che fare se non c'è
11. Preservame Atù
12. Pier Paolo sabato sera